# Мурата, Киёко
Киёко Мурата (яп. 村田 喜代子 Мурата Киёко, род. 12 апреля 1945 года) — японская писательница.

## Жизнь и творчество
Родилась в префектуре Фукуока в городе Яхата (ныне район Нихатаниси города Китакюсю) уже после официального развода своих родителей. После окончания средней школы работала почтальоном, официанткой, на чугунолитейном заводе. В 1967 году вышла замуж, родила двух дочерей. В литературе дебютировала в 1977 году с рассказом «Подводный голос», удостоенном литературной премии 7-го фестиваля искусств в Кюсю, после чего начала писать регулярно. В 1986 году в журнале «Бунгакукай» вышла её повесть «Страстная любовь».
Начиная с 1986 года, трижды выдвигалась на премию Акутагавы, получив её в 1987 году за новеллу «В котле». Произведение было взято впоследствии Акирой Куросавой за основу сценария одной из его последних картин «Августовская рапсодия» (Мурата, впрочем, осталась неудовлетворённой интерпретацией Куросавы, опубликовав об этом эссе на страницах «Бунгэй сюндзю»).
В работах раннего периода творчества писательницы доминировали фантастические мотивы, вытесненные к концу 1990-х реалистической прозой. На русский язык Г. Дуткиной переведена новелла «Сиоманэки» (опубликована в журнале Иностранная литература, № 2/2001).

## Признание
Литературные премии
- 1977 — литературная премия 7-го фестиваля искусств в Кюсю за «Подводный голос» (水中の声)
- 1987 — премия Акутагавы за новеллу «В котле» (鍋の中)
- 1990 — премия женской литературы за «Белую гору» (白い山)
- 1992 — премия Хирабаяси за «Велосипед в ночи» (真夜中の自転車)
- 1997 — премия Мурасаки Сикибу за «Затворницу» (蟹女)
- 1998 — премия Кавабаты за «Сиоманэки» (望潮)
- 1999 — Премия министерства образования Японии за «Рихюгётэнка» (龍秘御天歌)
- 2010 — премия Номы за «Отчий дом» (故郷のわが家)
- 2019 — премия Танидзаки

Государственные награды
- 2007 — Медаль с пурпурной лентой
- 2016 — Орден Восходящего солнца